# Chí Linh (phường)
Phường Chí Linh là một phường thuộc thành phố Hải Phòng.

## Địa lý
Phường Chí Linh có vị trí địa lý:
- Phía bắc giáp  phường Trần Hưng Đạo.
- Phía nam giáp xã Hợp Tiến và xã Trần Phú với ranh giới tự nhiên là sông Kinh Thầy.
- Phía đông giáp phường Chu Văn An.
- Phía tây giáp tỉnh Bắc Ninh.

## Lịch sử
Địa bàn phường Chí Linh trước đây thuộc thành phố Chí Linh, tỉnh Hải Dương.
Ngày 12 tháng 6 năm 2025, Quốc hội ban hành Nghị quyết số 202/2025/QH15 về việc sắp xếp đơn vị hành chính cấp tỉnh (nghị quyết có hiệu lực từ ngày 12 tháng 6 năm 2025). Theo đó, sáp nhập tỉnh Hải Dương vào thành phố Hải Phòng. Khu vực thành lập phường Chí Linh thuộc thành phố Hải Phòng.
Ngày 16 tháng 6 năm 2025, Ủy ban Thường vụ Quốc hội bàn hành Nghị quyết sắp xếp các đơn vị hành chính cấp xã thuộc thành phố Hải Phòng năm 2025. Theo đó, sắp xếp toàn bộ diện tích tự nhiên, quy mô dân số của phường Phả Lại, phường Cổ Thành và xã Nhân Huệ thành phường mới có tên gọi là phường Chí Linh.
Căn cứ theo đề án sắp xếp đơn vị hành chính cấp xã của thành phố Hải Phòng năm 2025, phường Chí Linh được thành lập từ:
- Toàn bộ diện tích tự nhiên là 13,41 km², quy mô dân số là 19.657 người của phường Phả Lại;
- Toàn bộ diện tích tự nhiên là 8,16 km², quy mô dân số là 8.014 người của phường Cổ Thành;
- Toàn bộ diện tích tự nhiên là 5,22 km², quy mô dân số là 4.312 người của xã Nhân Huệ.

Phường Chí Linh có diện tích tự nhiên là 26,79 km² (487,11% so với tiêu chuẩn) và quy mô dân số là 31.983 người (đạt 152,30% so với tiêu chuẩn).
Về tên gọi, phường Chí Linh kế thừa tên gọi của thành phố Chí Linh trước kia.